# Novi Perkovci
Novi Perkovci – wieś w Chorwacji, w żupanii osijecko-barańskiej, w mieście Đakovo. W 2011 roku liczyła 246 mieszkańców.